# Portada/article febrer 14

## Llegenda de les quatre barres de sang
La Llegenda de les quatre barres de sang és una llegenda sobre l'origen de la Senyera Reial que apareix per primera vegada el 1551 en la Segunda parte de la crónica general de España, una crònica editada en castellà a València obra de Pere Antoni Beuter. Aquesta llegenda situa l'origen de la Senyera Reial en la persona de Guifré el Pilós, i més concretament, narra que el senyal dels quatre pals fou creat després d'una batalla contra els normands, quan el rei dels francs mullà la seva mà en la sang de les ferides de Guifré el Pilós, i tot passant després quatre dits per damunt de l'escut daurat del comte de Barcelona li digué: «aquestes seran les vostres armes, comte».